# Вильмерс, Рудольф
Рудольф Генрих Вильмерс (нем. Rudolph Heinrich Willmers; 31 октября 1821, Берлин — 24 августа 1878, Вена) — немецко-австрийский пианист, композитор и музыкальный педагог.
Сын датчанина и француженки, вырос в Копенгагене. С 13 лет учился музыке в Веймаре у Иоганна Непомука Гуммеля. В 1836 году совершил первое концертное турне, после чего в течение двух лет продолжал учёбу в Дессау у Фридриха Шнайдера. Во время выступления в Лейпциге в 1836 году познакомился с Робертом Шуманом и на протяжении ряда лет переписывался с ним. Гастролировал по Германии, Дании, Норвегии и Швеции, Нидерландам, в 1856—1857 гг. выступил в Варшаве и Санкт-Петербурге. С 1853 года жил в Вене, с перерывом в 1864—1866 гг., когда преподавал в Берлине в Консерватории Штерна. В Вене также вёл педагогическую работу, однако последние годы жизни Вильмерса были омрачены психическим заболеванием. Автор многочисленных фортепианных сочинений, часто на народные темы, как скандинавские, так и венгерские.
Помимо занятий музыкой Вильмерс был также сильным шахматистом, одним из соучредителей Венского шахматного клуба (1857). Ему принадлежит ряд шахматных задач, в 1857 г. Вильмерс выиграл турнир шахматных композиторов, проведённый Шахматной ассоциацией США.